# 松本舞佳
松本 舞佳（まつもと まいか、2003年1月15日 - ）は、日本の女子バレーボール選手である。

## 来歴
静岡県藤枝市出身。友人に誘われて、小学5年生からバレーボールを始めた。
静岡県立島田商業高等学校を経て、2020-21シーズン、V.LEAGUE DIVISION1 WOMEN（V1女子）に所属する岡山シーガルズの内定選手となった。
2021年、高校卒業後に、岡山シーガルズに入団した。
2023-24シーズンにV1女子の試合に出場し、Vリーグデビューを果たした。

## 所属チーム
- 静岡県立島田商業高等学校（2018-2021年）
- 岡山シーガルズ（2021年-）